# Europarlamentari della Repubblica Ceca della IX legislatura
Gli europarlamentari della Repubblica Ceca della IX legislatura, eletti in occasione delle elezioni europee del 2019, sono stati i seguenti.

## Composizione storica
| Europarlamentare    | Lista                                                          | Gruppo    |
| ------------------- | -------------------------------------------------------------- | --------- |
| Hynek Blaško        | Libertà e Democrazia Diretta                                   | ID        |
| Dita Charanzová     | ANO 2011                                                       | RE        |
| Ivan David          | Libertà e Democrazia Diretta                                   | ID        |
| Martina Dlabajová   | ANO 2011                                                       | RE        |
| Markéta Gregorová   | Partito Pirata Ceco                                            | Verdi/ALE |
| Martin Hlaváček     | ANO 2011                                                       | RE        |
| Ondřej Knotek       | ANO 2011                                                       | RE        |
| Marcel Kolaja       | Partito Pirata Ceco                                            | Verdi/ALE |
| Kateřina Konečná    | Partito Comunista di Boemia e Moravia                          | GUE/NGL   |
| Ondřej Kovařík      | ANO 2011                                                       | RE        |
| Radka Maxová        | ANO 2011                                                       | RE        |
| Luděk Niedermayer   | TOP 09                                                         | PPE       |
| Mikuláš Peksa       | Partito Pirata Ceco                                            | Verdi/ALE |
| Stanislav Polčák    | Sindaci e Indipendenti                                         | PPE       |
| Jiří Pospíšil       | TOP 09                                                         | PPE       |
| Michaela Šojdrová   | Unione Cristiana e Democratica - Partito Popolare Cecoslovacco | PPE       |
| Evžen Tošenovský    | Partito Democratico Civico                                     | ECR       |
| Alexandr Vondra     | Partito Democratico Civico                                     | ECR       |
| Veronika Vrecionová | Partito Democratico Civico                                     | ECR       |
| Jan Zahradil        | Partito Democratico Civico                                     | ECR       |
| Tomáš Zdechovský    | Unione Cristiana e Democratica - Partito Popolare Cecoslovacco | PPE       |